# Leonhard Gmür

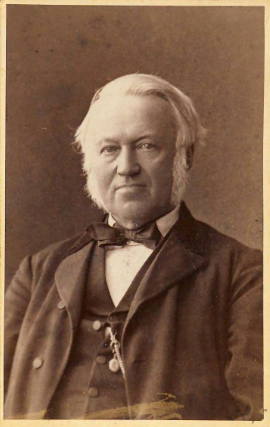
Leonhard Gmür (1877)

Leonhard Gmür (* 22. Oktober 1808 in Amden; † 12. August 1877 in St. Gallen) war ein Schweizer Publizist, Kaufmann, Wissenschaftler, Jurist und Politiker. Von 1864 bis 1867 war er Ständerat. Er diente als Eidgenössischer Oberst im Sonderbund.

## Leben
Leonhard Gmür war ein Sohn von Anna Barbara (geborene Gmür) und des langjährigen Gemeindeammanns Gallus Gmür von Amden. Er entstammte der Linie der «Grossgmüren» und verbrachte seine ersten 15 Lebensjahre auf dem elterlichen Bauernhof. Im Herbst des Jahres 1823 folgte er seinem älteren Bruder Jakob auf das Jesuiten-Gymnasium in Freiburg im Breisgau. Es folgte die weitere Ausbildung im Gymnasium des Klosters Fischingen und in St. Gallen. Vom Herbst 1828 bis 1831 studierte Gmür am Lyzeum Luzern Philosophie und Physik. Er war ein Studienkollege von Johann Nepomuk Schleuniger.
Gmür begann das Studium der Rechtswissenschaft und Nationalökonomie im Herbst 1831 in München. Im Nebenfach hörte er Geschichte bei Joseph Görres. Nachdem im Jahr 1833 die Universität Zürich eröffnet worden war, übersiedelte er nach Zürich. 1834 trat er als Volontär in den Staatsdienst ein.
Ab 1834 beteiligte er sich politisch zuerst vor allem in konfessionellen Angelegenheiten. Von 1836 bis 1855 war er Redaktor und Herausgeber des katholisch-konservativen Wahrheitsfreunds, weiter verfasste er politische Streitschriften. Ab 1837 betätigte er sich als Textilkaufmann in der Firma seines Schwiegervaters, bis dieselbe in den 1840er Jahren in Liquidation ging.
Zusammen mit Albert Curti gründete und leitete er, ab 1847, die Druckerei «Literarische Anstalt» in St. Gallen, um die Herausgabe des Wahrheitsfreunds und seiner anderen Schriften zu gewährleisten.
Von 1856 bis 1860 war er in der Teigwaren- und Papierfabrik Mühlhof in Tübach engagiert. Er amtete von 1847 bis 1855. Er war Stiftsbibliothekar des Stifts in St. Gallen und lehrte von 1849 bis 1855 am Philosophischen Kurs St. Gallen.
In den zwei Perioden 1835–1865 und 1870–1876 war Gmür Kantonsrat des Kantons St. Gallen, als dessen Präsident er in den Jahren 1846, 1860 und 1863 wirkte. Als Verfassungsrat arbeitete er 1859–1861 an der neuen Verfassung des Kantons St. Gallen mit.
Gmür betätigte sich lange Jahre im katholischen Administrationsrat und im katholischen Erziehungsrat. Dem kantonalen Erziehungsrat gehörte er von 1862 bis 1877 an. Er arbeitete am Kriminalgericht und am Kantonsgericht. Von 1864 bis 1867 war er für den Kanton St. Gallen im Ständerat.

«Ab 1839 war er führend an der Neuordnung der kirchlichen Verhältnisse im Kanton St. Gallen beteiligt. Seine Verhandlungen mit der Nuntiatur, 1845 und 1847 auch in Rom mit der Kurie, trugen wesentlich zur Errichtung des Bistums St. Gallen 1847 bei. In den langjährigen Auseinandersetzungen um Sonderbund, Verfassungs-, Konfessions- und Schulfragen führte Gmür die Konservativen zusammen mit Gallus Jakob Baumgartner. Den Ausgleich mit den Liberalen trug er 1861 mit. In der Folge erwarb er sich Verdienste um die Organisation des kantonalen Schulwesens und des katholischen Konfessionsteils, schuf Voraussetzungen zur katholischen Kirchenmusikreform und setzte 1866–1867 sein kunsthistorisches Wissen bei der Renovation der St. Galler Kathedrale ein. Ab 1873 organisierte Gmür den katholischen Widerstand im St. Galler Kulturkampf, verfolgte aber eine mässigende Politik.»